# Torre de la Casota (la Vall de Laguar)
La torre de la Casota situada en el terme municipal de la Vall de Laguar, propera a la localitat de Campell, és una torre defensiva del segle xii. Fou enderrocada parcialment i integrada en edificacions posteriors d'ús agrícola.
Es tracta d'un edifici de planta rectangular, d'uns 10 x 7 metres, i de més de 3,5 metres d'altura conservada. Per la tipologia de les tàpies que ho conformen, d'1,19 m. d'ample, es correspon amb una construcció de tipus militar, una torre que combinaria les funcions de guàrdia i defensa des d'un punt estratègic.
Els vestigis de cultura material documentats se situen entre finals del segle xi i mitjans del segle xiii, en l'època almohade, coincidint amb un moment de fortificació del territori andalús davant l'avanç dels regnes cristians.
Es tractava d'una edifici aïllat, construït en un extrem d'un pujol que domina una bona vista del paisatge fins al litoral.